# Букаткин, Никита Александрович
Ники́та Алекса́ндрович Бука́ткин (бел. Мікіта Аляксандравіч Букаткін; род. 7 марта 1988, Минск) — белорусский футболист, полузащитник и тренер минской команды СДЮШОР БФСО «Динамо», играющей во Второй лиге.

## Карьера

### Клубная
Воспитанник СДЮШОР «Динамо-Минск». Первый тренер — Игорь Горелов. Начал взрослую карьеру в «Шахтёре» (Солигорск).
В мае 2009 года был отчислен из солигорского «Шахтёра» за «нарушение спортивного режима». Сам Никита этот факт отрицал, обвиняя во всём тренера и доктора. После этих событий перешёл в клуб «Нафтан». В сезоне 2012 был капитаном новополоцкого клуба (после Дмитрия Верховцева).
10 декабря 2012 года подписал однолетний контракт с клубом «Минск». Выступал на позиции опорного полузащитника.
В 2014 году перешёл в бобруйскую «Белшину». Играл на позиции атакующего полузащитника. В июне отсутствовал из-за травмы. В декабре 2014 года контракт был разорван.
Осенью 2014 года интерес к игроку проявляла краковская «Висла», однако в результате Букаткин в феврале 2015 года подписал контракт с узбекским клубом «Машъал».
В январе 2016 года находился на просмотре в «Белшине». В феврале официально вернулся в бобруйский клуб. В июне того же года подписал контракт с брестским «Динамо», где закрепился в качестве основного опорного полузащитника. В первой половине 2017 года оставался игроком основы. В июле контракт с клубом был разорван.
В августе 2017 подписал контракт с «Ислочью». В январе 2018 года продлил контракт с клубом. В сезоне 2018 был игроком стартового состава. В декабре по окончании контракта покинул «Ислочь».
5 января 2019 года в СМИ появилась информация о переходе Букаткина в брестский «Рух», пробившийся по итогам сезона в Первую лигу Беларуси. Был одним из основных игроков команды. В январе 2020 года по окончании контракта покинул клуб.
В марте 2020 года прибыл в распоряжение казахстанского клуба «Алтай». В апреле был внесён в заявку команды на сезон.

### В сборной
Бронзовый призёр молодёжного чемпионата Европы 2011 в Дании. Выступал за олимпийскую сборную Беларуси в товарищеских матчах.

## Достижения
- Бронзовый призёр чемпионата Беларуси: 2007
- Обладатель Кубка Беларуси: 2011/2012, 2012/2013, 2016/2017
- Финалист Кубка Беларуси (2): 2007/08, 2008/09
- Бронзовый призёр молодёжного чемпионата Европы: 2011